# (5069) Tokeidai
(5069) Tokeidai es un asteroide perteneciente al cinturón de asteroides, descubierto el 16 de agosto de 1991 por Kazuro Watanabe desde la JCPM Sapporo Station, Sapporo, Japón.

## Designación y nombre
Designado provisionalmente como 1991 QB. Fue nombrado Tokeidai en homenaje al reloj ubicado en una torre de madera, construida en 1878 como una casa del en para la Escuela de Agricultura de Sapporo. El reloj sigue funcionando perfectamente más de un siglo después. El edificio es uno de los monumentos más famosos de Sapporo.

## Características orbitales
Tokeidai está situado a una distancia media del Sol de 2,250 ua, pudiendo alejarse hasta 2,548 ua y acercarse hasta 1,953 ua. Su excentricidad es 0,132 y la inclinación orbital 5,001 grados. Emplea 1233,47 días en completar una órbita alrededor del Sol.

## Características físicas
La magnitud absoluta de Tokeidai es 13. Tiene 6 km de diámetro y su albedo se estima en 0,32. Está asignado al tipo espectral S según la clasificación SMASSII.